# Водоспад Невада
Водоспад Невада (англ. Nevada Fall) — водоспад заввишки 181 м на річці Мерсед у Національному парку Йосеміті (Каліфорнія, США). Розташований трохи нижче гранітного куполу, відомого як Ковпак Свободи, в точці з координатами 37°43′31″ пн. ш. 119°31′58″ зх. д. / 37.72528° пн. ш. 119.53278° зх. д..
Нижче водоспада знаходиться озеро Емеральд, яке сформувалося між водоспадами Невада і Вернал. Водоспада можна досягти стежкою туманний шлях, яка проходить повз водоспад Вернал, або побачити з Льодовикової точки.

Незважаючи на небезпеки та смертельні випадки, які відбувалися ще в червні 2013 року, басейн над Невада-Фоллом залишається популярним місцем для купання, без паркових обмежень.

Стежка Джона Муїра , яка починається біля стежки до островів Хеппі, веде до вершини водоспаду Невада.